# San Lucas kommun, Chiapas
San Lucas är en kommun i Mexiko.   Den ligger i delstaten Chiapas, i den sydöstra delen av landet, 800 km öster om huvudstaden Mexico City. Antalet invånare är 6 734. Arean är 94 kvadratkilometer.
Terrängen i San Lucas är varierad.
Följande samhällen finns i San Lucas:
- San Lucas
- Francisco Villa
- San José Buenavista
- Laguna del Carmen